# Nicolas Djibo
Nicolas Yssouf Djibo, né le 16 août 1949 à Bouaké (Côte d'Ivoire), est un homme d'affaires et un homme politique ivoirien.

## Biographie
Fils du premier maire de Bouaké, Djibo Sounkalo, il fait ses études secondaires en France et passe son baccalauréat en 1968. Il étudie ensuite à la Sorbonne, où il obtient une maîtrise en économétrie, puis un DES en gestion. De retour en Côte d'Ivoire, il travaille pour différentes entreprises et s'engage en politique avec le PDCI-RDA. Il tente de se présenter aux élections de 1995 puis de 2000, mais le parti refuse de le parrainer en raison de ses origines (son père est originaire du Burkina Faso, sa mère du Bénin),.
Tournant le dos à la politique, Nicolas Djibo se fait élire vice-président de la Chambre de commerce et d’industrie de Côte d’Ivoire. Membre du Conseil d’administration du Port autonome d’Abidjan à partir de 2002, il entre aussi au Conseil d’administration de la Banque nationale d’investissement (BNI) en 2007.
En 2006, il adhère au Rassemblement des républicains (RDR) d'Alassane Ouattara. En décembre 2012, il devient président de la Chambre de commerce et d’industrie de Côte d’Ivoire, en remplacement de Jean-Louis Billon, nommé ministre du Commerce. Aux élections municipales de 2013, il se présente en candidat indépendant à la mairie de Bouaké, deuxième ville du pays, contre le maire sortant Fanny Ibrahima. Il est élu le 21 avril et devient le sixième maire de la ville. Après avoir quitté la présidence de la Chambre de commerce et d'industrie en août 2016, il obtient la présidence du conseil d’administration de la société de développement touristique de la région des Lacs.